# Xã Chebanse, Quận Iroquois, Illinois
Xã Chebanse (tiếng Anh: Chebanse Township) là một xã thuộc quận Iroquois, tiểu bang Illinois, Hoa Kỳ. Năm 2010, dân số của xã này là 3.109 người.